# Maurolicus rudjakovi
Maurolicus rudjakovi is een straalvinnige vissensoort uit de familie van diepzeebijlvissen (Sternoptychidae). De wetenschappelijke naam van de soort is voor het eerst geldig gepubliceerd in 1993 door Parin & Kobyliansky.